# Droga wojewódzka nr 289
Droga wojewódzka nr 289 (DW289) – droga wojewódzka przebiegająca przez województwo lubuskie o długości 46,9 km.
Łączy granicę z Niemcami we wsi Zasieki z Nowogrodem Bobrzańskim, a dalej z miastem wojewódzkim Zielona Góra.
W trasie między Zasiekami a Lubskiem zbudowano ścieżkę rowerową, która została otwarta na przełomie 2012/2013.

## Miejscowości leżące przy trasie DW289

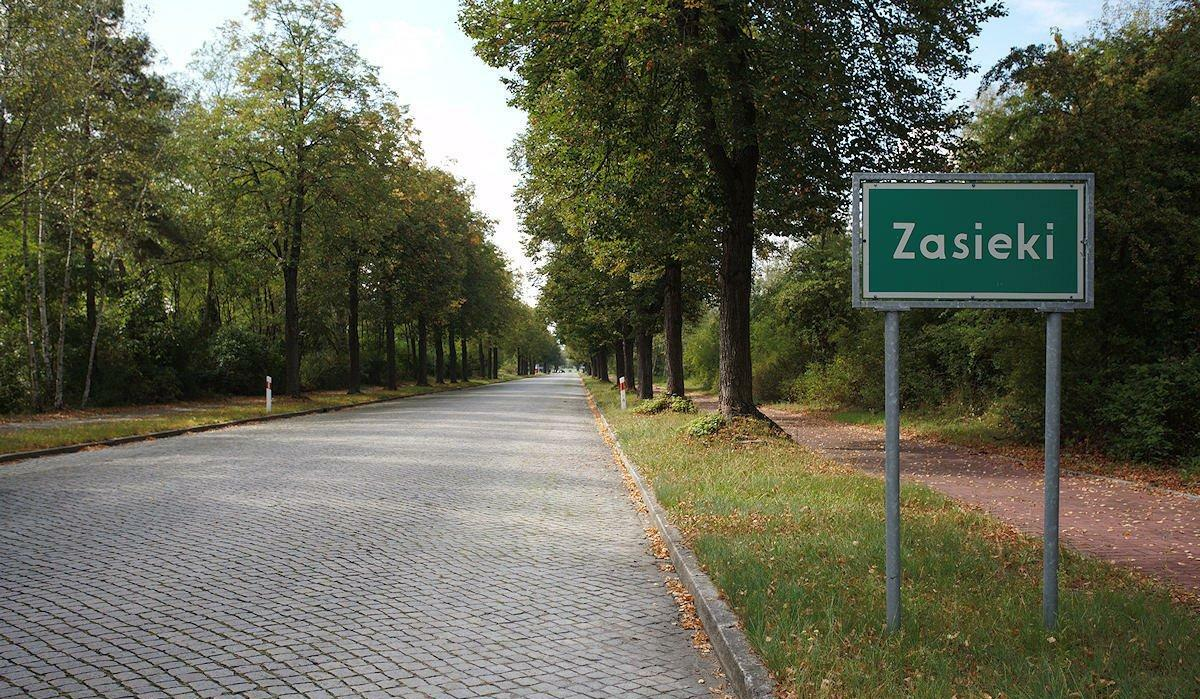
Droga w Zasiekach

- Przejście graniczne Zasieki-Forst

- Zasieki
- Marianka
- Jeziory Wysokie
- Brody
- okolice Biecza DW286
- Chełm Żarski
- Lubsko - obwodnica
- Lubsko - DW287
- Tuchola Żarska
- Nowogród Bobrzański (DK27)